# Broadbent
Broadbent az Amerikai Egyesült Államok északnyugati részén, Oregon állam Coos megyéjében, az Oregon Route 542 mentén elhelyezkedő önkormányzat nélküli település.

## Története
Névadója C. E. Broadbent sajtgyártulajdonos. A Southern Pacific Railway vasútállomása 1915-ben, a posta pedig 1916. augusztus 19-én nyílt meg.

## Éghajlat
A település éghajlata mediterrán (a Köppen-skála szerint Csb).